# Яковлев, Игорь Николаевич (предприниматель)
Игорь Николаевич Яковлев (14 августа 1965 год, Махачкала, Дагестанская АССР, СССР) — предприниматель, бывший совладелец компании Эльдорадо, одной из крупнейших торговых сетей по продаже бытовой электроники в России.
В 2021 году вошёл в рейтинг журнала Forbes «200 богатейших бизнесменов России 2021», где занял 134 место с состоянием $900 млн.

## Биография
Родился в 1965 году в Махачкале. Окончил Дагестанский политехнический институт и Санкт-Петербургский университет МВД РФ. В 1990-е годы переехал в Москву.
В 1994 году основал сеть компаний «Эльдорадо». Также ему принадлежала сеть бытовой техники «Эльдорадо» на Украине.
В 2008 году и в 2011 году продал российское «Эльдорадо» чешской группе PPF. Сначала был получен кредит в $500 млн под залог 51 % кипрской компании Fasipero, управляющей торговой сетью. Затем к PPF перешли оставшиеся акции компании, а также торговая недвижимость ритейлера и собственные девелоперские проекты Яковлева (компании Advantage Group (ADG) и «Реалэстейтдевелопмент»).
В 2013 году продал 100 % украинского «Эльдорадо».
Совладелец крупнейшей сети бытовой техники в Казахстане — «Сулпак» и 100 % акций обувной сети KARI (Россия, Белоруссия, Казахстан).

## Семья
Яковлев разведён, воспитывает сына. Повторно женат, растит дочь.

## «Анжи»
6 декабря 2008 года Яковлев приобрёл 50 % акций ФК «Анжи». 17 января 2011 года продал свою долю в ФК «Анжи» Сулейману Керимову.